# Текија Хафуз Халил Мрипа
Текија Хафуз Халил Мрипа (алб. Teqja e Hafiz Halil Mripës) је споменик културне баштине Косова и Метохије који се налази у Доњем Сувом Долу, у Косовској Митровици.

## Историјат
Текија Хафиза Халила Мрипе налази се на улазу у селу Доњи Суви До, удаљеном 5 км од Митровице. Хафиз Халил ефенди Мрипа (1892-1967), док је живео је служио у текији Јунуса Сабри ефендије. Хафизу Халилу ефендији Мрипе текију су саградили његови ученици (ихвани) на улазу у Доњи Суви До, на десној страни улице, у 1967 години. Годину касније његови ихвани, саградили су и текију Меламија. Земљу за текију и тирбу је поклонио Ага Ређеп Суља од Сувог Дола. Комплекс текије од почетка до данас функционише као објекат за реализовање религиозних ритуала и за учење секте меламета/мелама. У дворишту текије налази се тирба. Тирба је саграђена зидовима армираног бетона споља обложеним каменим зидом. Тирба се састоји од једноспратног простора са планиметријом са осам углова, кров са куполом рађен је конструкцијом армираног бетона, док је покривач урађен лимом. Улазна врата на тирби су отворена са северне стране, док на зиду на коме је постављена плоча на отоманском је отворен један правоугаони прозор. Остале су без отвора. У ограђеном дворишту текије, налази се гробље Мелами заједнице. Током рата (1998-1999) текија је спаљена. Својим парама и вољом, одмах после рата, локална заједница је обновила текију.